# Moreni
Moreni ist eine Stadt im Kreis Dâmbovița in der Großen Walachei in Rumänien. Sie liegt circa 100 km nordwestlich von Bukarest.

## Geschichte

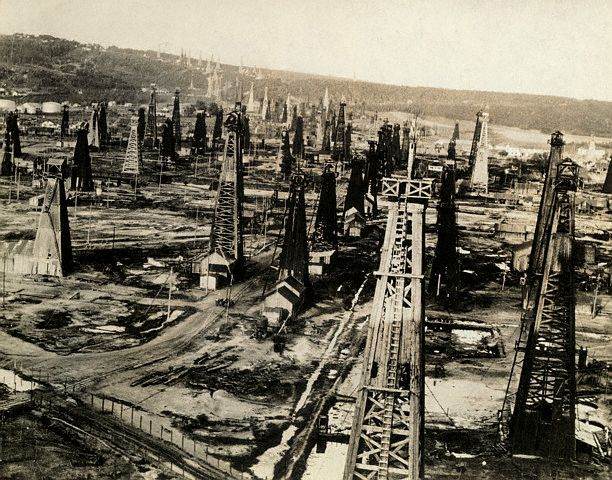
Erdölfeld bei Moreni in den 1920er Jahren

Moreni wurde 1584 erstmals urkundlich erwähnt. Nach unterschiedlichen Bezeichnungen wie Moarile, Moara Rateșului, Moara Nouă, oder Moara Sasului, ist der Ort seit 1661 unter der heutigen Bezeichnung bekannt. Im Jahr 1691 wurde in Moreni Erdöl gefunden. Es war der erste Ort im heutigen Rumänien und der dritte in der Welt überhaupt, wo dies geschah. Im 20. Jahrhundert wurden das Erdölvorkommen durch Bohrungen erschlossen. 2003 wurde Moreni zur Stadt erklärt.
Einer der Erdölpioniere war Anton Raky, der sich gemeinsam mit Guido Henckel von Donnersmarck im Jahr 1904, Anteile an der rumänischen Erdölindustrie durch die Gründung der Gesellschaft Câmpina Moreni sicherten.
Beim Erdbeben von 1977 wurde ein Bohrturm beschädigt, sodass eine Eruption stattfand, welche ohne einen Brand zu verursachen, abgedichtet werden konnte.

## Wirtschaft
Die Erdölförderung stellt seit der Entdeckung der Lagerstätten eine zentrale Rolle und ist heute noch von ökonomischer Relevanz für die Stadt. Des Weiteren befinden sich einige Maschinenbauunternehmen in der Stadt wie zum Beispiel der Militärfahrzeughersteller Automecanica Moreni.

## Städtepartnerschaft
- Torres Novas in Portugal seit 2007

## Persönlichkeiten
- Ștefan Niculescu (1927–2008), Komponist
- Dumitru Ionaș (* 1931), Politiker und Diplomat
- Marian Pană (* 1968), Fußballspieler
- Gabriel Paraschiv (* 1978), Fußballspieler
- Andrei Ivan (* 1997), Fußballspieler